# 水野錬太郎

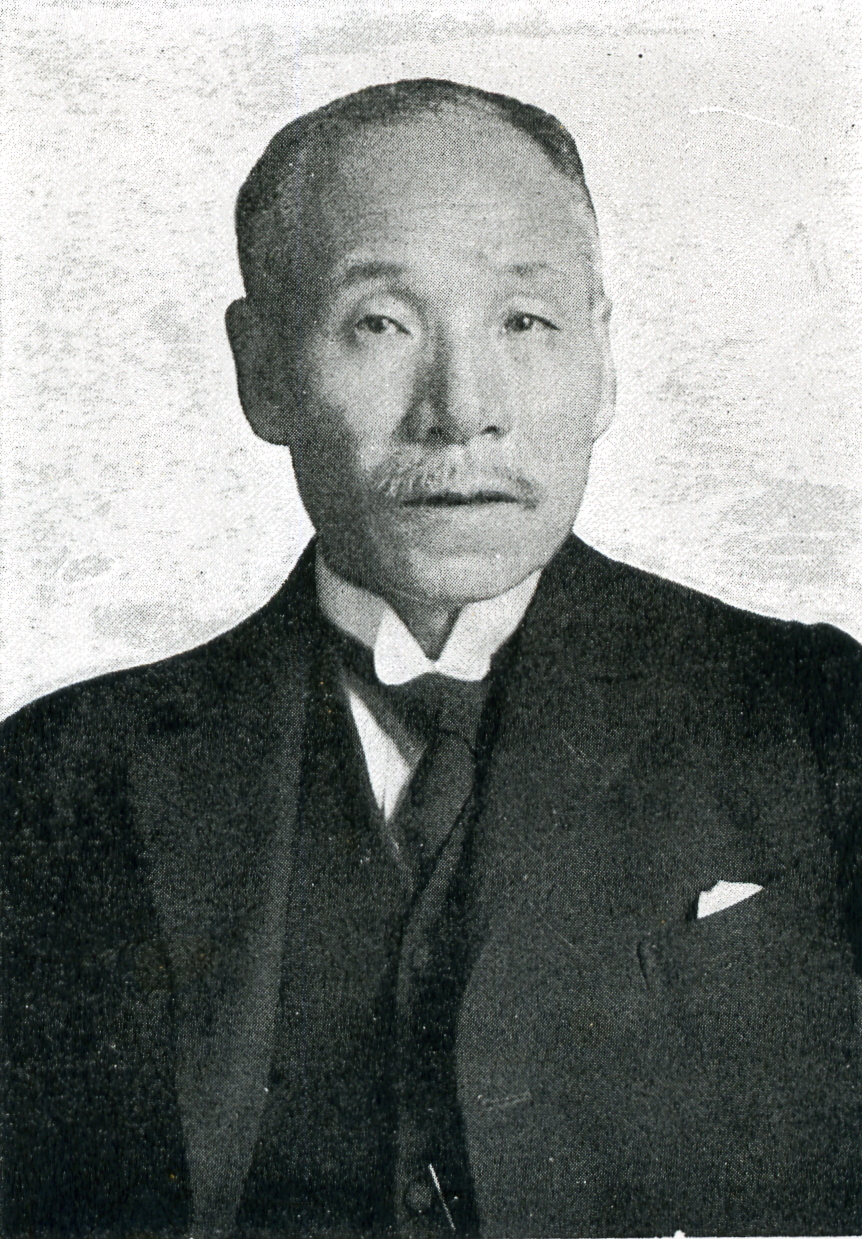
水野錬太郎（1932年）

水野 錬太郎（みずの れんたろう、慶応4年1月10日（1868年2月3日） - 昭和24年（1949年）11月25日）は、日本の内務官僚、政治家。勲等は勲一等。内務大臣、朝鮮総督府政務総監、文部大臣、貴族院議員などを歴任した。

## 来歴
江戸詰の秋田藩士水野立三郎の子として1868年（慶應4年）1月10日、江戸浅草鳥越町の秋田藩邸で生まれた。立三郎は秋田の出でなく埼玉の出で、江戸で取り立てられた武士である。立三郎は秋田藩主佐竹義堯の弟佐竹義諶（よしつま）に仕えた。佐竹義諶は秋田藩の支藩岩崎藩主で、1869年（明治2年）義諶（1870年死去）、13歳の佐竹義理（よしただ）が継いだ。
立三郎は戊辰戦争で官軍についた秋田藩のために、妻生後間もない水野と2人の姉を連れて現在の秋田県湯沢市岩崎に避難。奥羽越列藩同盟に勝利して義理が2万石の岩崎藩主になると、立三郎は公議人になる。
1871年（明治4年）の廃藩置県により、1874年（明治7年）一家は東京に戻る。1882年（明治15年）頃、錬太郎は両親を失う。神田の共立学校を経て、大学予備門（のちの一髙）に入学、帝国大学法科大学（現在の東京大学法学部）を明治25年に卒業、穂積陳重教授の推薦で渋沢栄一の第一銀行に就職するが、明治26年梅謙次郎教授の勧誘により農商務省鉱山局に入る。明治27年、当時内務省土木局長の都筑馨六（1861-1923）（貴族院議員、男爵、枢密顧問官）から招かれ、内務省に入る。
内務省では社寺局長・地方局長などを歴任し、内務の大御所と言われる。なかでも有名なのは、1899年（明治32年）文学的及び美術的著作物の保護に関するベルヌ条約加盟にあわせ、水野が起草した著作権法（明治32年3月4日法律第39号、旧著作権法）が制定された。1908年（明治41年）にはベルリンで開催された「万国著作權保護同盟会議」に全権委員として堀口九萬一公使館二等書記官とともに出席、修正ベルヌ条約に署名した。
原敬の知遇を得て、立憲政友会の党員になり、1912年（大正元年）12月5日、貴族院議員になる。1913年（大正2年）2月21日、内務次官になる。1914年（大正3年）4月21日、錦鶏間祗候に任じられる。1916年（大正5年）12月27日、内務次官に再登板。1918年（大正7年）4月23日、後藤新平からの慫慂で寺内正毅内閣の内務大臣となる。帝大（東京帝大）卒の学士ではじめての内務大臣であった。在任中の1918年（大正7年）7月22日-9月12日に米騒動が発生している。
1919年（大正8年）、原敬内閣のとき朝鮮総督府の政務総監になり、三・一運動の沈静化を図り文治政治と呼び慣わされた朝鮮人への懐柔策を手掛けた。
1922年（大正11年）に成立した加藤友三郎内閣でも内相を務めた。1923年（大正12年）8月26日に加藤首相が死去し第2次山本内閣に代わるも、9月1日に関東大震災があったため後任の内相（後藤新平）が決まるまで（9月2日）陣頭指揮をした。
1924年（大正13年）、清浦奎吾内閣が成立するとふたたび内相となり、帝都復興院総裁も兼任した。
1927年（昭和2年）、田中義一内閣で、高橋是清蔵相が辞任した後、三土忠造文相が蔵相に転任、そのあと水野が文部大臣についた。1928年（昭和3年）、田中首相は久原房之助を入閣させようとし、水野は反対し自分は辞任するとした。このことが世間に知られた。田中は水野に対し辞表の撤回をせまり、「昭和天皇へは、水野を留任させた、と伝えた」と言ったため、水野は了承、辞表を撤回した。水野は昭和天皇に拝謁し、「総理に対し辞表をお下げ渡しに相成りたること誠に恐懼に堪えざる」旨を申し上げた。天皇は、国務のために尽瘁せよとの言葉を贈った。しかし総理は水野の勅諚降下を奏請し、水野は勅諚降下によりて留任した。天皇が留任せよといわれたから辞任を撤回した、と新聞が報じ「天皇を政治利用した」との非難を招いた。これにより結局、水野は辞任した（優諚事件）。
田中内閣の総辞職後、水野は大臣になることはなかったが、大日本音楽著作権協会会長、大日本興亜同盟副総裁、大日本産業報国会顧問など多くの役職についた。敗戦後の1945年（昭和20年）12月2日、連合国軍最高司令官総司令部は水野が大日本興亜同盟副総裁、翼賛政治会顧問になっていたことなどを理由に逮捕命令を出した（第三次逮捕者59名中の1人）。
水野は病臥中であったため収監されなかったが1947年（昭和22年）9月1日に、監視が解かれた。その後、公職追放となり、1949年（昭和24年）11月25日死去した。81歳。

## 家族
妻の万寿子は高島已作陸軍大佐の妹で愛国婦人会会長。

## 人物
- 大学予備門では、芳賀矢一（国文学者）、作家の夏目漱石・山田美妙、中村是公（満鉄総裁）、中川小十郎（立命館総長）、平岡定太郎（樺太庁長官、三島由紀夫の祖父）、山座円次郎（外交官）、正木直彦（美術学校校長）らと同級である。
- 法科大学では若槻禮次郎（首相）と同級である。

## 栄典
位階
- 1896年（明治29年）5月30日 - 正七位[7]
- 1899年（明治32年）5月1日 - 正六位[8]
- 1899年（明治32年）6月20日 - 従五位[9]
- 1904年（明治37年）9月30日 - 正五位[10]
- 1909年（明治42年）10月20日 - 従四位[11]
- 1917年（大正6年）9月10日 - 正四位
- 1918年（大正7年）10月21日 - 従三位[12]
- 1922年（大正11年）8月21日 - 正三位

勲章等
- 1903年（明治36年）5月21日 - 銀杯一個[13]
- 1906年（明治39年）4月1日 - 勲三等旭日中綬章[14]・明治三十七八年従軍記章[15]
- 1914年（大正3年）6月29日 - 勲一等瑞宝章
- 1916年（大正5年）4月1日 - 旭日重光章[16]
- 1920年（大正9年）12月25日 - 勲一等旭日大綬章
- 1930年（昭和5年）12月5日 - 帝都復興記念章[17]
- 1938年（昭和13年）4月17日 - 勲一等旭日桐花大綬章
- 1940年（昭和15年）8月15日 - 紀元二千六百年祝典記念章[18]

## 水野錬太郎を演じた人物
- キム・インウ『金子文子と朴烈（パクヨル）』（メガボックス・太秦, 2017年）